# Az.Kalaycı, Şenpazar
Kalaycı là một xã thuộc huyện Şenpazar, tỉnh Kastamonu, Thổ Nhĩ Kỳ. Dân số thời điểm năm 2008 là 132 người.